# أندرو بايز
أندرو بايز (بالإسبانية: Andrew Páez)‏ هو لاعب كرة قدم فنزويلي في مركز الوسط، ولد في 28 ديسمبر 1968 في ماردة في فنزويلا. شارك مع منتخب فنزويلا لكرة القدم. أما مع النوادي، فقد لعب مع سبورتيفو لوكوينو ومينيروس دو غويانا.

## وصلات خارجية
- أندرو بايز على موقع الاتحاد الدولي (مؤرشف)  (الإنجليزية)
- أندرو بايز على موقع قاعدة بيانات كرة القدم.إي يو (الإنجليزية)
- أندرو بايز على موقع ناشيونال فوتبول تيمز (الإنجليزية)